# Piazza Bellini (Palermo)
Piazza Bellini è una piazza di Palermo. Si trova nel cuore della città, in prossimità della centralissima Via Maqueda e di Piazza Pretoria, nel mandamento della Kalsa (o Tribunali).
Nel suo perimetro si trovano due chiese dell'epoca del Regno normanno di Sicilia, Santa Maria dell'Ammiraglio (comunemente nota come "La Martorana") e San Cataldo, entrambe patrimonio dell'umanità dell'UNESCO nell'ambito del sito seriale Palermo arabo-normanna e le cattedrali di Cefalù e Monreale. Sulla piazza si affacciano anche la chiesa barocca di Santa Caterina, il Teatro Bellini ed il prospetto posteriore del Palazzo Pretorio, sede del Comune di Palermo. Nella piazza, sull'adiacente Largo dei Cavalieri del Santo Sepolcro affine a Via Maqueda, sono inoltre visibili antichi resti delle mura puniche cittadine. A poca distanza, ha sede la facoltà di giurisprudenza dell'Università di Palermo.

## Galleria d'immagini

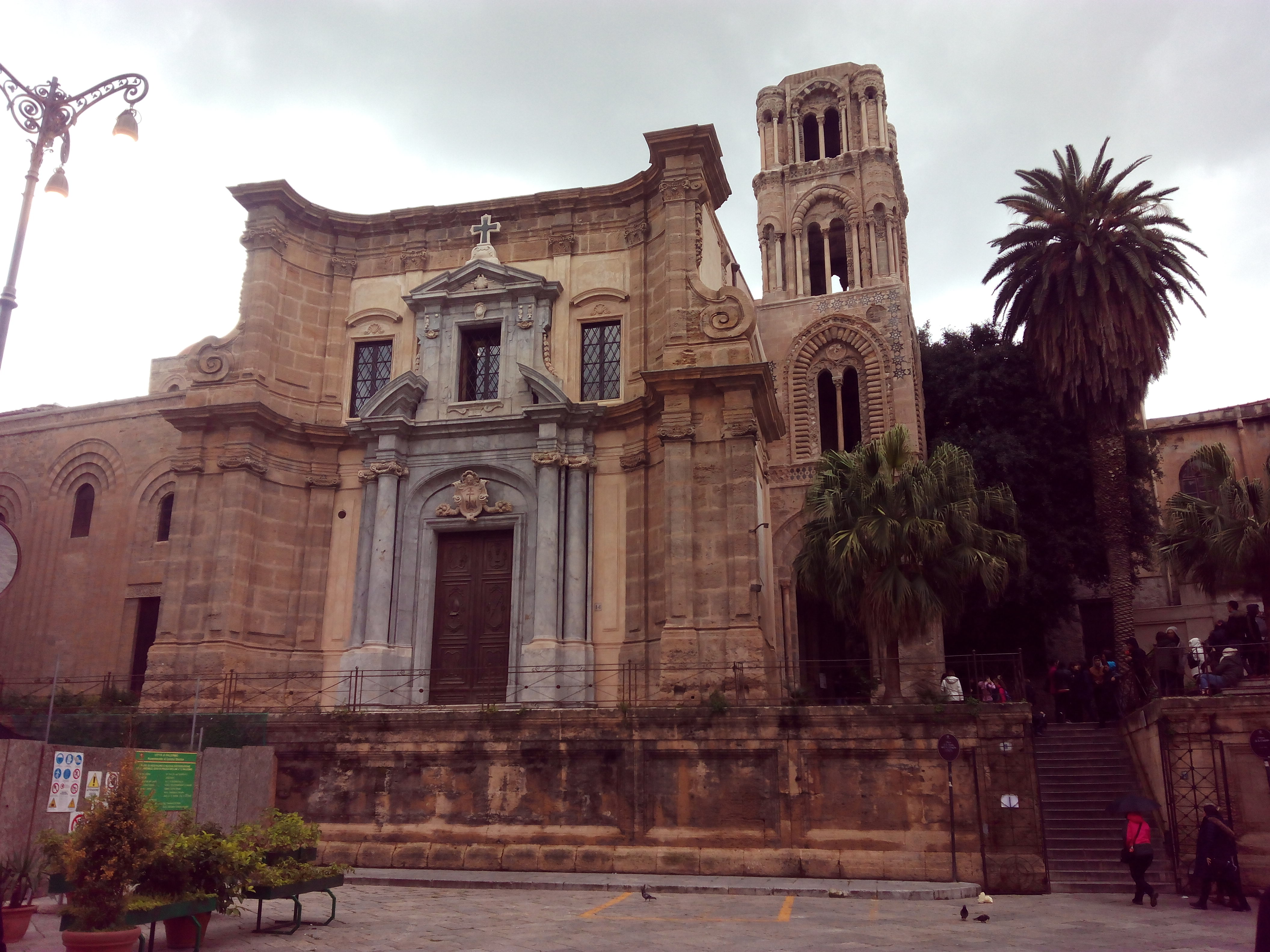
Chiesa della Martorana.
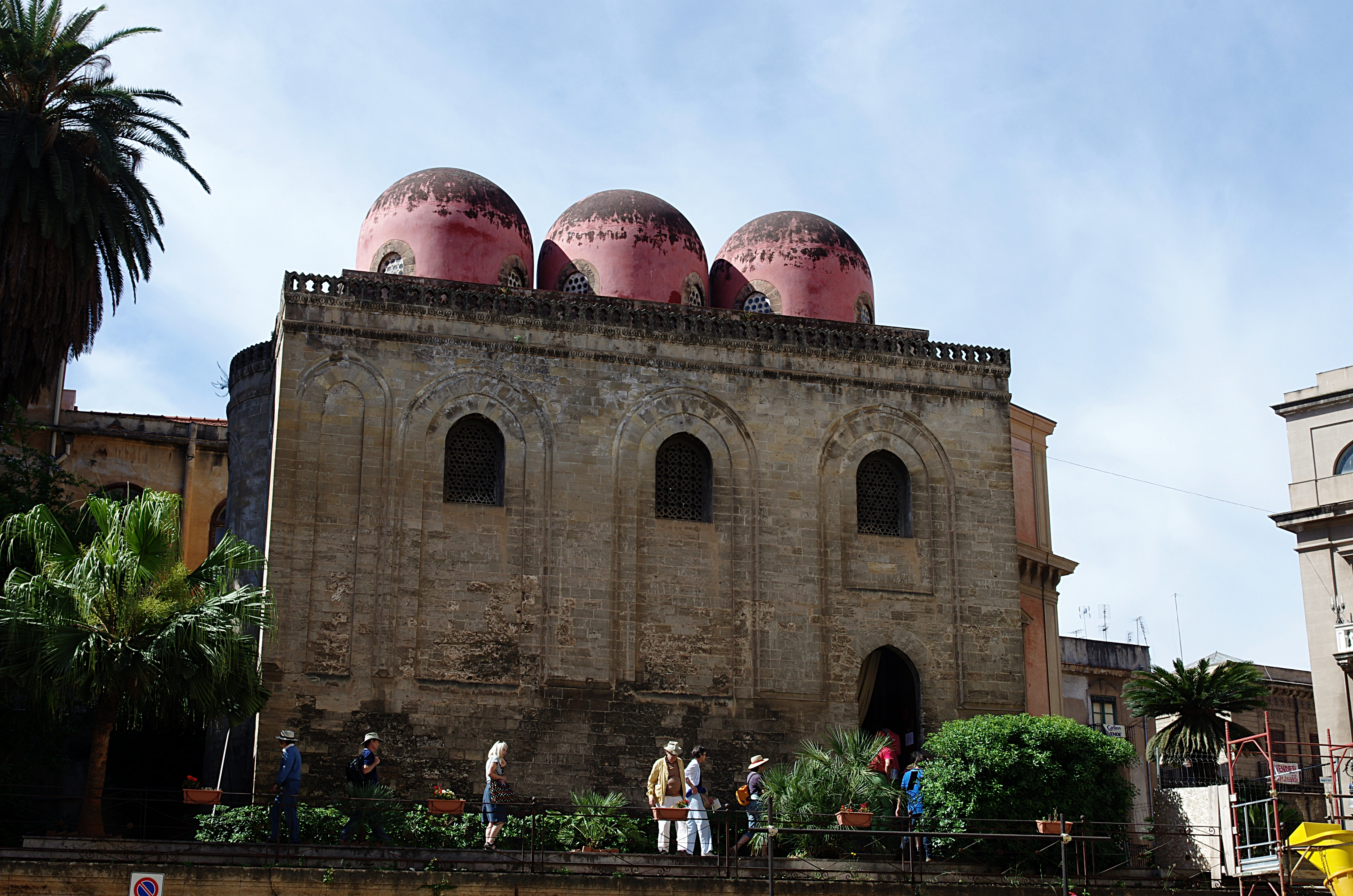
Chiesa di San Cataldo.
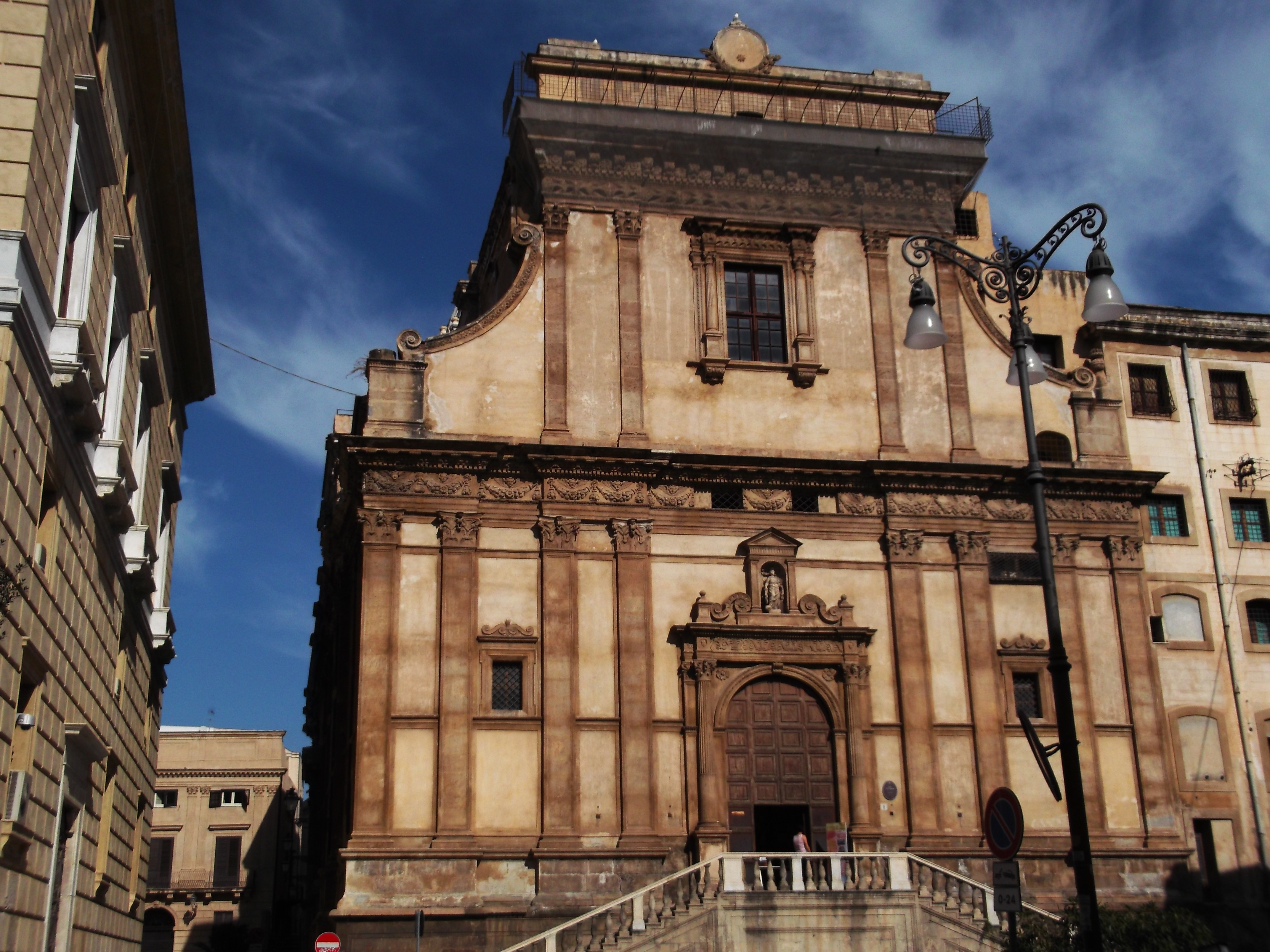
Chiesa di Santa Caterina.
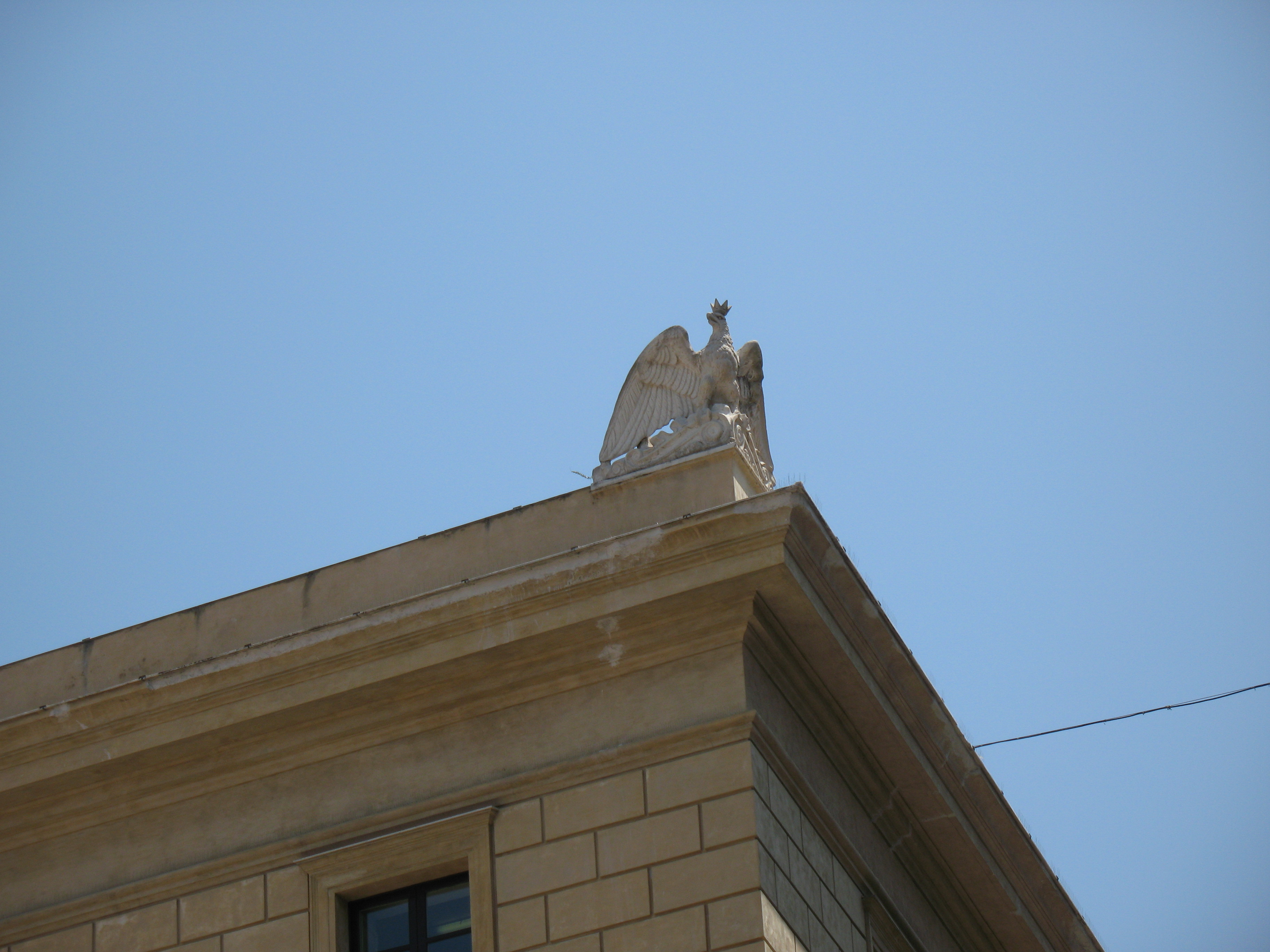
Palazzo Pretorio, particolare.